# Кимико Дате
Кимико Дате-Крум (на японски: 伊達 公子) е професионална японска тенисистка. Достига до №4 в световната ранглиста за жени през 1995 г. През 1996 г. след участието си на Летните олимпийски игри в Атланта обявява оттеглянето си от професионалния тенис. Дванадесет години по-късно, през април 2008 г. на 37-годишна възраст отново се завръща на корта. Печели няколко титли от ITF турнири и осмата си титла от WTA, с което се превръща във втората най-възрастна състезателка в оупън ерата след Били Джийн Кинг, печелила турнир от такъв ранг. Омъжена е за немския автомобилен състезател Михаел Крум.

## Кариера
Кимико Дате започва да тренира тенис на 7 години. Въпреки че по природа е левичарка е принудена по японски тертип да играе с дясна ръка. През 1988 г. печели Уимбълдън при девойките.
Носителка е на наградата за „Най-прогресираща тенисистка“ на Женската тенис асоциация (WTA) през 1992 г. Има победи над редица топ тенисисти като Щефи Граф, Габриела Сабатини, Аранча Санчес, Линдзи Дейвънпорт и други. През 2010 г. побеждава четвъртата в световната ранглиста Саманта Стосър на четвъртфинала на турнира в Осака, с което става първата тенисистка в историята над 40 години, която успява да победи състезателка от първата десетка. В турнирите от големия шлем Кимико Дате достига до полуфинали на сингъл на Откритото първенство на Австралия от 1994 г., Ролан Гарос през 1995 г. и Уимбълдън през 1996 г.

## Финали
| Легенда (преди/след 2010)                |
| ---------------------------------------- |
| Голям шлем                               |
| Шампионат на WTA Тур                     |
| I Категория/Задължителни висши и Висши 5 |
| II Категория/Висши                       |
| III, IV и V Категория/Международни       |

### Титли на сингъл
| No. | Дата              | Турнир           | Настилка  | Съперник              | Резултат      |
| 1.  | 6 април 1992      | Токио, Япония    | Хард      | Сабине Апелманс       | 7–5, 3–6, 6–3 |
| 2.  | 5 април 1993      | Токио, Япония    | Хард      | Стефани Ротие         | 6–1, 6–3      |
| 3.  | 10 януари 1994    | Сидни, Австралия | Хард      | Мери Джо Фернандес    | 6–4, 6–2      |
| 4.  | 4 април 1994      | Токио, Япония    | Хард      | Ейми Фрейзър          | 7–5, 6–0      |
| 5.  | 30 януари 1995    | Токио, Япония    | Килим (з) | Линдзи Дейвънпорт     | 6–1, 6–2      |
| 6.  | 15 април 1996     | Токио, Япония    | Хард      | Ейми Фрейзър          | 6–4, 7–5      |
| 7.  | 19 август 1996    | Сан Диего, САЩ   | Хард      | Аранча Санчес Викарио | 3–6, 6–3, 6–0 |
| 8.  | 27 септември 2009 | Сеул, Южна Корея | Хард      | Анабел Медина Гаригес | 6–3, 6–3      |

### Загубени финали на сингъл
| No. | Дата              | Турнир             | Настилка  | Съперник           | Резултат         |
| 1.  | 12 август 1991    | Манхатън Бийч, САЩ | Хард      | Моника Селеш       | 6–3, 6–2         |
| 2.  | 8 февруари 1993   | Осака, Япония      | Килим (з) | Яна Новотна        | 6–1, 6–3         |
| 3.  | 20 септември 1993 | Токио, Япония      | Хард      | Аманда Кьотцер     | 6–3, 6–2         |
| 4.  | 25 март 1995      | Кей Бискейн, САЩ   | Хард      | Щефи Граф          | 6–1, 6–4         |
| 5.  | 10 април 1995     | Токио, Япония      | Хард      | Ейми Фрейзър       | 7–6(5), 7–5      |
| 6.  | 22 май 1995       | Страсбург, Франция | Клей      | Линдзи Дейвънпорт  | 3–6, 6–1, 6–2    |
| 7.  | 17 октомври 2010  | Осака, Япония      | Хард      | Тамарин Танасугарн | 7–5, 6–7(4), 6–1 |

### Титли на двойки
| No. | Дата          | Турнир        | Настилка | Партньор   | Съперници                | Резултат            |
| 1.  | 21 април 1996 | Токио, Япония | Хард     | Ай Сугияма | Ейми Фрейзър Кимбърли По | 7–6(6), 6–7(6), 6–3 |

### Загубени финали на двойки
| No. | Дата              | Турнир          | Настилка | Партньор    | Съперници                   | Резултат         |
| 1.  | 6 април 1992      | Токио, Япония   | Хард     | Стефани Рей | Ейми Фрейзър Рика Хираки    | 5–7, 7–6(5), 6–0 |
| 2.  | 14 септември 2009 | Гуанджоу, Китай | Хард     | Тянтян Сун  | Олга Говорцова Татяна Пучек | 3–6, 6–2, [10–8] |